# 平甸乡
平甸乡，是中华人民共和国云南省玉溪市新平彝族傣族自治县下辖的一个乡镇级行政单位。

## 行政区划
平甸乡下辖以下地区：
小石缸村、宁河村、梭克村、红星村、磨皮村、弥勒村、桃孔村、费贾村、白鹤村和者甸村。